# 弗兰·加西亚
弗蘭·加西亞（西班牙語：Fran García，1999年8月14日—）是西班牙足球運動員，現在效力西甲球隊皇家馬德里。

## 榮譽
皇家馬德里
- 西班牙超級盃冠軍 : 2023–24[3]

西班牙國家隊
- 歐洲足協國家聯賽冠軍 : 2022–23[4][5]

## 外部連結
- Real Madrid profile （页面存档备份，存于）